# 明石市立江井島小学校
明石市立江井島小学校（あかししりつ えいがしましょうがっこう）は、兵庫県明石市にある公立小学校である。2022年度（令和4年度）現在の児童数は749名。

## 概要
江井島小学校のある西島および江井ヶ島地区は、神戸の「灘」に対し、「西灘」と呼ばれ、300年以上の酒造りの歴史があり、1キロメートル範囲内に江戸時代から続く江井ヶ嶋酒造、大和酒造、太陽酒造の酒蔵がある。また、江井ヶ島海水浴場が南に約1キロメートルと近い。江井島小学校では、保護者が就業等により昼間家庭にいない小学校児童を対象として、授業の終了後に児童クラブを開設している。なお、隣接する江井島幼稚園は歴史的経緯から体育館やプール等の設備がないため、江井島小学校の設備を共有する形で使用する。

## 沿革
- 1873年（明治6年）1月15日 - 貫道小学校創立。
- 1878年（明治11年）1月15日 - 屏風小学校と改称。
- 1887年（明治20年）4月1日 - 屏風簡易小学校と改称。
- 1892年（明治25年）5月1日 - 屏風高等小学校と改称。
- 1892年（明治25年）6月1日 - 江井島尋常小学校と改称。
- 1908年（明治41年）4月1日 - 江井島尋常高等小学校と改称。
- 1947年（昭和22年）4月1日 - 明石郡大久保町立江井島小学校と改称。
- 1951年（昭和26年）1月10日 - 明石市立江井島小学校と改称[2]。
- 1980年（昭和55年）4月1日 - 現在地（大久保町西島252）に移転。

## 通学区域
江井島小学校の通学区域は以下。
- 大久保町西島。
- 大久保町江井島。
  - 1-1188、1190-5、1194-1196、1204-3、1205、1206、1208、1209-3、1210-1218、1219-1から4、1220-1304、1462-1468、1480-1630、1673-1795。
- 魚住町金ケ崎。
  - 2-62、71-151、419、427-631、813-817、819、823-1069。

## 進路状況
ほとんどの児童は明石市立江井島中学校へ進学するが、国私立中学校へ進学する児童もいる。

## 交通
- 山陽電鉄江井ヶ島駅から西に約500メートル（徒歩約6分）
- 山陽電鉄西江井ヶ島駅から東に約850メートル（徒歩約11分）

## 関係者

### 出身者
- 上田岳弘（小説家）2019年「ニムロッド」で第160回芥川賞を受賞[4]
- 平愛梨（タレント）[5]
- 平慶翔（元俳優、東京都議会議員）

## 通学区域が隣接している学校
- 明石市立錦浦小学校
- 明石市立錦が丘小学校
- 明石市立魚住小学校
- 明石市立山手小学校
- 明石市立大久保南小学校
- 明石市立谷八木小学校